# Rosa Linn
Roza Kostandyan  også kendt som Rosa Linn (født 20. maj 2000) er en armensk sanger, sangskriver og pladeproducer. Hun har repræsenteret Armenien ved Eurovision Song Contest 2022 i Torino med sangen "Snap" og kom på en 20. plads i finalen.